# Dublin (Ohio)
Dublin – miasto w Stanach Zjednoczonych, w stanie Ohio, w hrabstwie Delaware, w aglomeracji miejskiej Columbus. Liczba mieszkańców w 2000 roku wynosiła 32 195.